# Szent Orontius
Szent Orontius (olaszul: Sant’Oronzo) római katolikus szent, Lecce városának első püspöke.

## Legendája
Szent Orontius legendája egy 12. századi kéziratban maradt fenn. E szerint Szent Justus, aki Pál apostol egyik tanítványa volt, a salentói partok mellett szenvedett hajótörést. Két Rudiae-i lakost, Orontiust és Fortunatust keresztény hitre térített. Orontius apja, Publius, a római császár kincstárnoka volt és fia kellett volna foglalkozását továbbvigye. Mivel a két, keresztény hitre tért lakos megtagadta a római istenek imádását, megkorbácsolták és börtönbe zárták őket. Szabadulásuk után Korinthoszba utaztak, ahol találkoztak Pál apostollal. Az apostol Orontiust megtette Lecce (Lupiae) püspökének, Fortunatust pedig utódjának. Visszatérésük után a hatóságok ismét zaklatták őket vallásuk miatt. Börtönbe kerültek és halállal fenyegették őket, ha nem mondanak le új vallásukról. Ezt mindketten megtagadták. Sikerült kiszabadulniuk a börtönből. Bariban és Salento több településén is prédikáltak. Ismét elfogták őket és Leccétől három kilométerre egy baltával, augusztus 26-án kivégezték őket. Haláluk éve nem ismert pontosan az 54 és 68 közötti időszakra tehető.

## Tisztelete
1658-ban Szent Orontius, Szent Fortunatus és Szent Justus ünnepnapjait egyesítették. Hármuk közül Orontius rendelkezett nagyobb tisztelettel a salentói lakosság körében. Leccének 1656 óta védőszentje, neki tulajdonítják ugyanis, hogy megmentette a várost a pestistől. Egy Ostuni melletti csodatevőnek tartott forrást is Orontiusszal hoznak kapcsolatba. A városban minden évben egy háromnapos fesztivállal emlékeznek meg róla augusztus 25-27. között. Ugyancsak védőszentje Turinak. A legendák szerint egy település melletti barlangban húzódott meg római üldözői elől. Neki tulajdonítják, hogy 1851-ben megmentette Turit a kolerajárványtól.